# 神崎東蔵

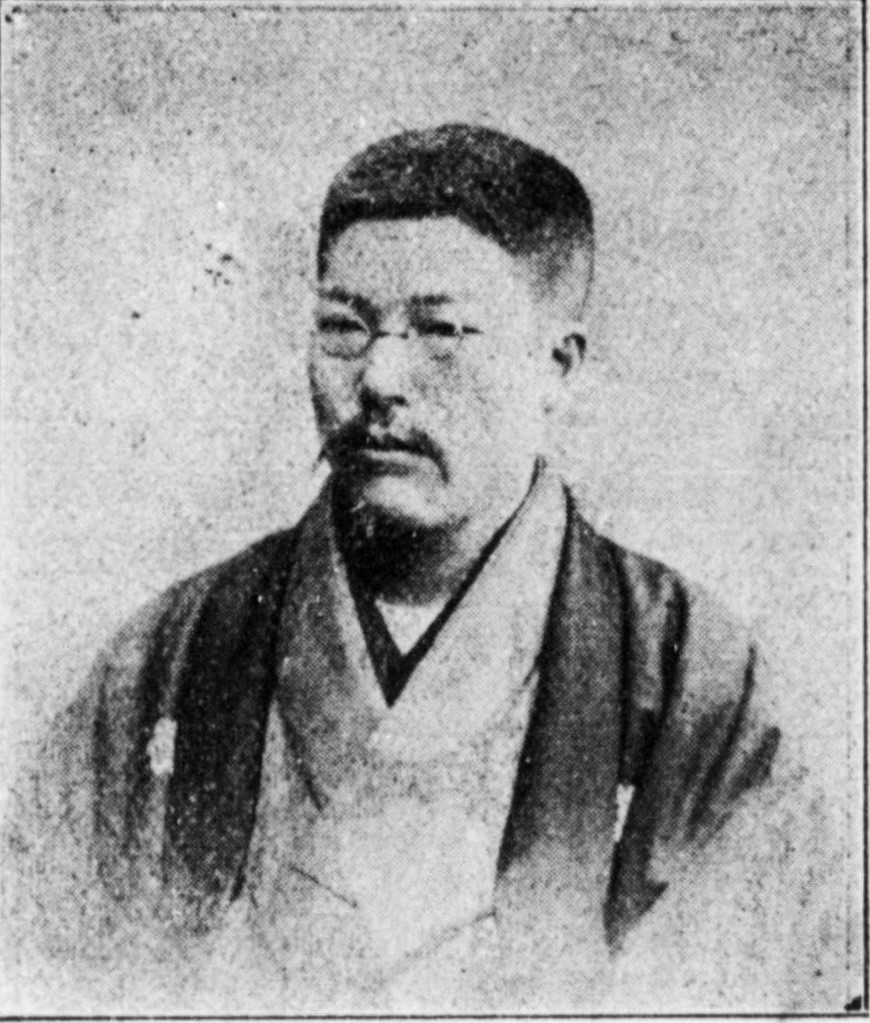
神崎東蔵

神崎 東蔵（東藏、かんざき とうぞう、1867年4月14日（慶應3年3月10日）- 没年不詳）は、明治から大正期の裁判官・弁護士・政治家。衆議院議員、佐賀市会議長。

## 経歴
武蔵国江戸麻布（現東京都港区）で佐賀藩士・神崎要助、のせ の四男として生まれる。1889年（明治22年）帝国大学法科大学法律学科（英法）を卒業した。
司法官に任官し、判事試補、和歌山地方裁判所判事、佐賀地方裁判所判事などを歴任し、1891年（明治24年）に退官し佐賀市で弁護士を開業し、その後、福岡市、長崎市、小倉市、久留米市などにも出張所を開設した。
1897年（明治30年）憲政本党に入党し、佐賀市会議員、同議長、佐賀県会議員、佐賀商業会議所議員、九州鉄道顧問などを務めた。
1902年（明治35年）8月の第7回衆議院議員総選挙に佐賀県郡部から憲政本党所属で出馬して初当選。その後、第10回総選挙まで再選され、衆議院議員に連続4期在任した。1909年（明治42年）日本製糖汚職事件で拘禁され、同年7月3日に、東京地方裁判所第二刑事部において重禁固4ヶ月の有罪の判決が言い渡され、衆議院議員を辞職。その後、判決を不服として控訴、上告を行ったが、同年12月17日に大審院で判決が言い渡され、上告棄却となり、有罪が確定した。これにより正八位返上を命じられ、勲四等を褫奪された。
正確な没年月日は不明だが、1939年発行の『東京帝国大学卒業生氏名録』や、1950年発行の『東京大學卒業生氏名録』に、　氏名とともに物故者であることを意味する「×」が記載されていた一方で、1933年に発行された『東京帝国大学卒業生氏名録』にはそれが無かったことから、1930年代に亡くなったと推測される。

## 国政選挙歴
- 第7回衆議院議員総選挙（佐賀県郡部、1902年8月、憲政本党）当選[8]
- 第8回衆議院議員総選挙（佐賀県郡部、1903年3月、憲政本党）当選[8]
- 第9回衆議院議員総選挙（佐賀県郡部、1904年3月、憲政本党）当選[8]
- 第10回衆議院議員総選挙（佐賀県郡部、1908年5月、憲政本党）当選[17]
- 第13回衆議院議員総選挙（佐賀県郡部、1917年4月、無所属）次点落選[18]

## 著作
- 『商法原理』博文館、1890年。
- 清水市太郎との共著『英国帰化法』金港堂、1890年。